# Wales Island, Nunavut (Hudsonsundet)
Wales Island är en ö i Kanada.   Den ligger i Hudsonsundet i territoriet Nunavut, i den östra delen av landet, 1 800 km norr om huvudstaden Ottawa. Arean är 17,3 kvadratkilometer.
Terrängen på Wales Island är lite kuperad. Öns högsta punkt är 244 meter över havet. Den sträcker sig 5,2 kilometer i nord-sydlig riktning, och 6,9 kilometer i öst-västlig riktning.